# Sławomir Sztobryn
Sławomir Sztobryn (ur. 19 stycznia 1956) – polski pedagog, historyk pedagogiki, wieloletni pracownik Uniwersytetu Łódzkiego oraz Wyższej Szkoły Pedagogicznej w Łodzi.

## Życiorys
Studia pedagogiczne ukończył z wyróżnieniem w 1979 roku i podjął pracę na Uniwersytecie Łódzkim (w ówczesnej Katedrze Historii i Teorii Wychowania). Od 1980 roku przez dwadzieścia lat pełnił funkcję sekretarza Folia Paedagogica et Psychologica. W 1988 roku obronił napisaną pod kierunkiem prof. dr Eugenii Podgórskiej rozprawę doktorską Myśl pedagogiczna Sergiusza Hessena. Otwarcie przewodu oraz obrona pracy miały miejsce na Uniwersytecie im. Adama Mickiewicza w Poznaniu. Monografia, częściowo zmieniona, ukazała się w Wydawnictwie UŁ pt. Filozofia wychowania Sergiusza Hessena (Łódź 1994).
Kolejna książka zatytułowana Polskie badania nad myślą pedagogiczną w latach 1900–1939 w świetle czasopiśmiennictwa. Ujęcie metahistoryczne wydana w 2000 roku została przedłożona Radzie Wydziału Pedagogiki Uniwersytetu Warszawskiego jako rozprawa habilitacyjna. Obie prace były nominowane do nagrody Komitetu Nauk Pedagogicznych PAN. 
W październiku 2001 rozpoczął współpracę z Chrześcijańską Akademią Teologiczną w Warszawie, a w październiku 2004 powrócił na Uniwersytet Łódzki. 1 kwietnia 2005 otrzymał nominację na kierownika Zakładu Pedagogiki Filozoficznej w Katedrze Teorii Wychowania. W latach 1990, 1993 i 1996 był nagradzany przez Rektora UŁ za osiągnięcia dydaktyczne, wychowawcze i organizacyjne oraz za cykle publikacji z zakresu badań rozwoju myśli pedagogicznej. W 1999 został odznaczony Srebrnym Krzyżem Zasługi. Rektor Uniwersytetu Łódzkiego w VIII edycji Konkursu na Najlepszy Podręcznik Akademicki wydany w 2006 roku przyznał mu III nagrodę za współredakcję podręcznika Pedagogika.
Główną dziedziną jego badań naukowych jest historia doktryn i myśli pedagogicznej, filozofia wychowania, historia idei oraz metodologia badań historyczno-pedagogicznych. Jego twórczość dotyczy pogranicza pedagogiki, filozofii i historii. Jest uczestnikiem i animatorem ruchu naukowego w środowisku historyków wychowania i pedagogów. Należał do grona założycieli Zarządu oraz Rady Wydawniczej Sekcji Historii Wychowania Polskiego Towarzystwa Pedagogicznego oraz jest członkiem Towarzystwa Historii Edukacji. Od 15 października 2002 jest ekspertem Polskiej Komisji Akredytacyjnej. Na Wydziale Nauk o Wychowaniu Uniwersytetu Łódzkiego prowadził seminarium doktorskie. Od 1998 członek międzynarodowego Komitetu Redakcyjnego czasopisma „Humanisierung der Bildung” wydawanego pod redakcją R. Golza i R. W. Kecka. Od 2003 redaguje serię naukową zatytułowaną Pedagogika filozoficzna. W latach 2005–2008 był redaktorem naczelnym czasopisma „Edukacja Alternatywna”. Jest redaktorem naczelnym elektronicznego czasopisma „Pedagogika Filozoficzna on-line” (2006) umieszczonego w wortalu utworzonym w ramach grantu Ministerstwa Edukacji i Nauki [nr 1 H01F 031 29], a w latach 2011-2014 pełnił funkcję redaktora naczelnego międzynarodowego czasopisma elektronicznego „Kultura i Wychowanie”. W styczniu 2011 r. został powołany na członka zarządu redakcji czasopisma internetowego „Paidagogos”. Od 2012 roku jest członkiem rady naukowej czasopisma  Філософія освіти ISSN 2309-1606 wydawanego w Kijowie. Założył własne wydawnictwo pod nazwą DAJAS, które istniało w latach 1995–2005.
Poza uczelniami państwowymi był związany również z kilkoma szkołami niepublicznymi; od lutego 2003 do września 2005 był zatrudniony w Wyższej Szkole Kupieckiej w Łodzi pełniąc tam funkcję kierownika Katedry Pedagogiki oraz redaktora naczelnego Redakcji Wydawnictw Humanistycznych. Od 1 października 2005 do 1 grudnia 2006 pełnił obowiązki dziekana w Wyższej Szkole Pedagogicznej w Łodzi. Od 1 października 2010 r. objął w WSP stanowisko prorektora ds. programowych i naukowych i był jednocześnie kierownikiem Katedry Pedagogiki do 2012 roku. Od 1 października 2013 r. do października 2014 r. pełnił funkcję Rektora Wyższej Szkoły Pedagogicznej w Łodzi. W 2006 został członkiem Łódzkiego Towarzystwa Naukowego i w tym samym roku powołał do życia Towarzystwo Pedagogiki Filozoficznej im. B. F. Trentowskiego, którego został prezesem. 24 maja 2011 r. zostało zatwierdzone przez Ministerstwo Spraw Wewnętrznych Czech utworzenie Central European Philosophy of Education Society, w którym jest członkiem prezydium oraz pełni funkcję drugiego wiceprezesa. Od 1.03.2014 r. jest członkiem polskiego oddziału Stowarzyszenia Kultury Europejskiej. W październiku 2014 r. został członkiem Stowarzyszenia Filozofów Krajów Słowiańskich, a od 17.02.2017 r. jest członkiem Polskiego Towarzystwa Filozoficznego. W latach 2008–2013 kierował Katedrą Teorii Wychowania, w ramach której od kwietnia 2005 r. do września 2013 r. kierował Zakładem Pedagogiki Filozoficznej na Wydziale Nauk o Wychowaniu Uniwersytetu Łódzkiego. Od 1.10.2014 r. pracuje w Akademii Techniczno-Humanistycznej w Bielsku-Białej. Jest autorem, i współautorem 19 pozycji zwartych oraz 185 publikacji czasopiśmiennych. Występował jako recenzent w  7 przewodach doktorskich i 2 habilitacyjnych.

## Wybrane publikacje
- Filozofia wychowania Sergiusza Hessena, Łódź 1994
- Polskie badania nad myślą pedagogiczną w latach 1900–1939 w świetle czasopiśmiennictwa. Ujęcie metahistoryczne, Łódź 2000
- Historiografia i historiozofia pedagogiki, Kraków 2021
- z Małgorzatą Świtką (oprac.) Polskie badania nad myślą pedagogiczną w latach 1900–1939. Parerga, Gdańsk 2006
- z Jerzym Semkowem (red. nauk.), Edukacja i jej historiografia. W poszukiwaniu płaszczyzny twórczego dialogu, Kraków 2006.
- z Małgorzatą Mikszą (red. nauk.), Tradycja i współczesność filozofii wychowania, t. II serii „Pedagogika filozoficzna”, Kraków 2007.
- z E. Łatacz, J. Bochomulską (red. nauk.), Filozofia wychowania w XX wieku, t. 3 serii „Pedagogika filozoficzna”, Łódź 2010
- z B. Kudláčovą, (red. nauk.), Kontexty filozofie vychovy w historickej a sucasnej perspektive, Trnava 2011
- z M. Wasilewskim i M. Rojkiem (red. nauk.); seria: „Pedagogika filozoficzna”, t. 4, Metamorfozy filozofii wychowania. Od antyku po współczesność, Łódź 2012
- z. A Szudrą (red. nauk.), Filozofia wychowania w praktyce pedagogicznej, Lublin 2012
- z. K. Kamińskim (red. nauk.), seria: „Rzeczywistość edukacyjna” t. 1, Rzeczywistość edukacyjna. Tropy i wątki interpretacyjne, Łódź 2013
- z T. Kasperem, N. Pelcovą (red. nauk.), Úloha osobností a institucí v rozvoji vzdělanosti v evropském kontextu (Prezentace školství a vzdělanosti, Praha 2013
- z. K. Kamińskim (red. nauk.), seria: „Rzeczywistość edukacyjna” t. 2, Wolność a wychowanie. Problemy, dylematy, kontrowersje, Łódź 2014
- z. K. Kamińskim, M. Wasilewskim (red. nauk.), seria: „Pedagogika filozoficzna”, t. 6, Filozofia wychowania w Europie Środkowej w kontekście uwarunkowań historycznych, społecznych, politycznych i filozoficznych, Łódź 2015
- z. K. Kamińskim (red. nauk.), seria: „Rzeczywistość edukacyjna”  t. 3, Centralne kategorie współczesnej i historycznej pedagogiki, Łódź 2016
- z D. Stępkowskim (red. nauk.), seria: „Pedagogika filozoficzna”, t. 7, Uniwersalizm i regionalizm pedagogiki filozoficznej,  Łodź 2017
- (red. nauk.), Dziedzictwo Bronisława Ferdynanda Trentowskiego. W 150-lecie śmierci Filozofa, Łódź 2019
- z K. Dworakowską (red. nauk.),  seria: „Pedagogika filozoficzna”, t. 8, Wielogłos w myśli o wychowaniu. 100 lat polskiej pedagogiki filozoficznej, Warszawa 2020
- z M. Miczką-Pajestką (red. nauk.), Wokół filozofii wychowania. Studia i szkice, Kraków 2020
- z T. Lesiem, (red. nauk.), seria: „Pedagogika filozoficzna”, t. 9, Edukacja a państwo, Kraków 2022